# Gulbukig asit
Gulbukig asit (Neodrepanis hypoxantha) är en fågel i familjen asiter inom ordningen tättingar. Den förekommer i regnskog på Madagaskar.

## Utseende
Gulbukig asit är en mycket liten (9–10 cm), färgglad fågel med mycket kort stjärt och rätt lång, nedåtböjd näbb. Hanen har svart ovansida kantat i lysande blå. Undersidan är gul och benen är svarta. På huvudet syns en stor hudflik från näbben till en bra bit bakom ögat, ultramarinblå med turkosinslag i färgen. Honan är mattare olivgrön ovan och saknar hudfliken vid ögat.

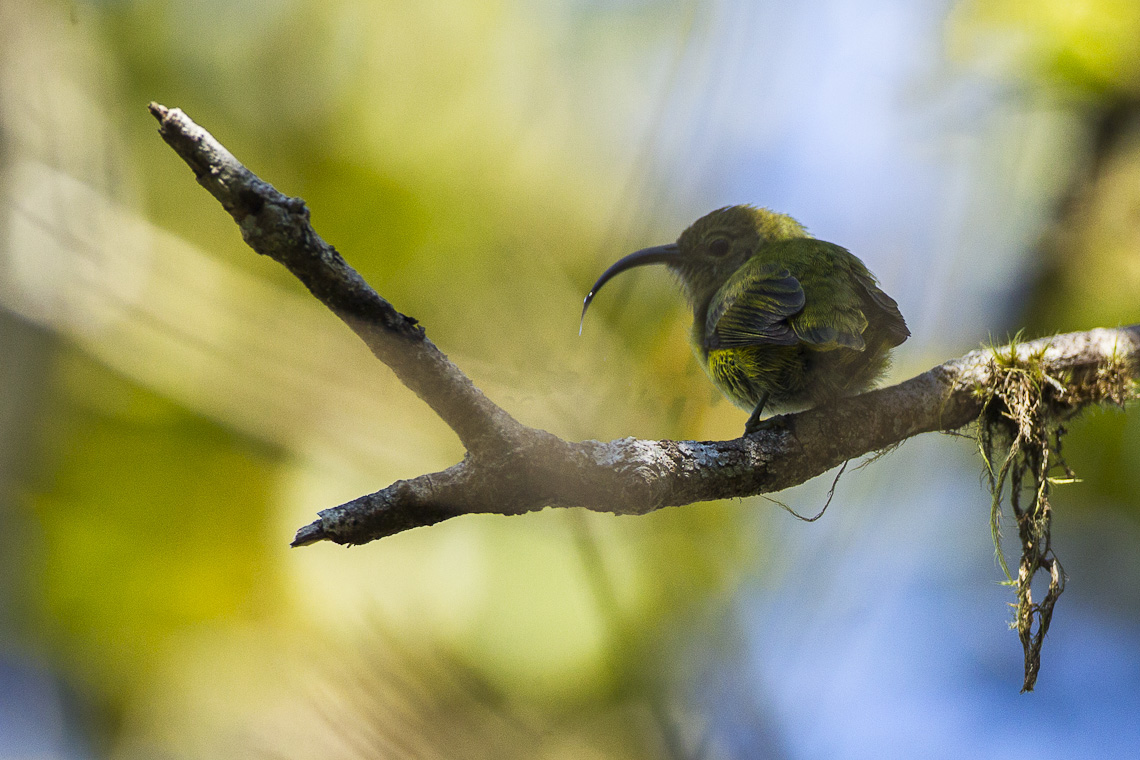
Hona.

## Utbredning och systematik
Fågeln förekommer i regnskog på centrala Madagaskar. Den behandlas som monotypisk, det vill säga att den inte delas in i några underarter.

### Familjetillhörighet
Tidigare bedömdes asiterna som närbesläktade med juveltrastarna (Pittidae) och placeras traditionellt i den egna familjen Philepittidae. En studie från 1993 visade att de istället är besläktade med brednäbbarna i Eurylaimidae och bäst borde beskrivas som en underfamilj inom denna grupp. Bland annat är morfologin på syrinx hos asiterna och albertinebrednäbben (Pseudocalyptomena graueri) mycket lika. Idag delas istället familjen brednäbbar upp i två, praktbrednäbbar (Eurylaimidae) och grönbrednäbbar (Calyptomenidae), vilket resulterar att asitierna fortsatt kan behandlas som en egen familj.

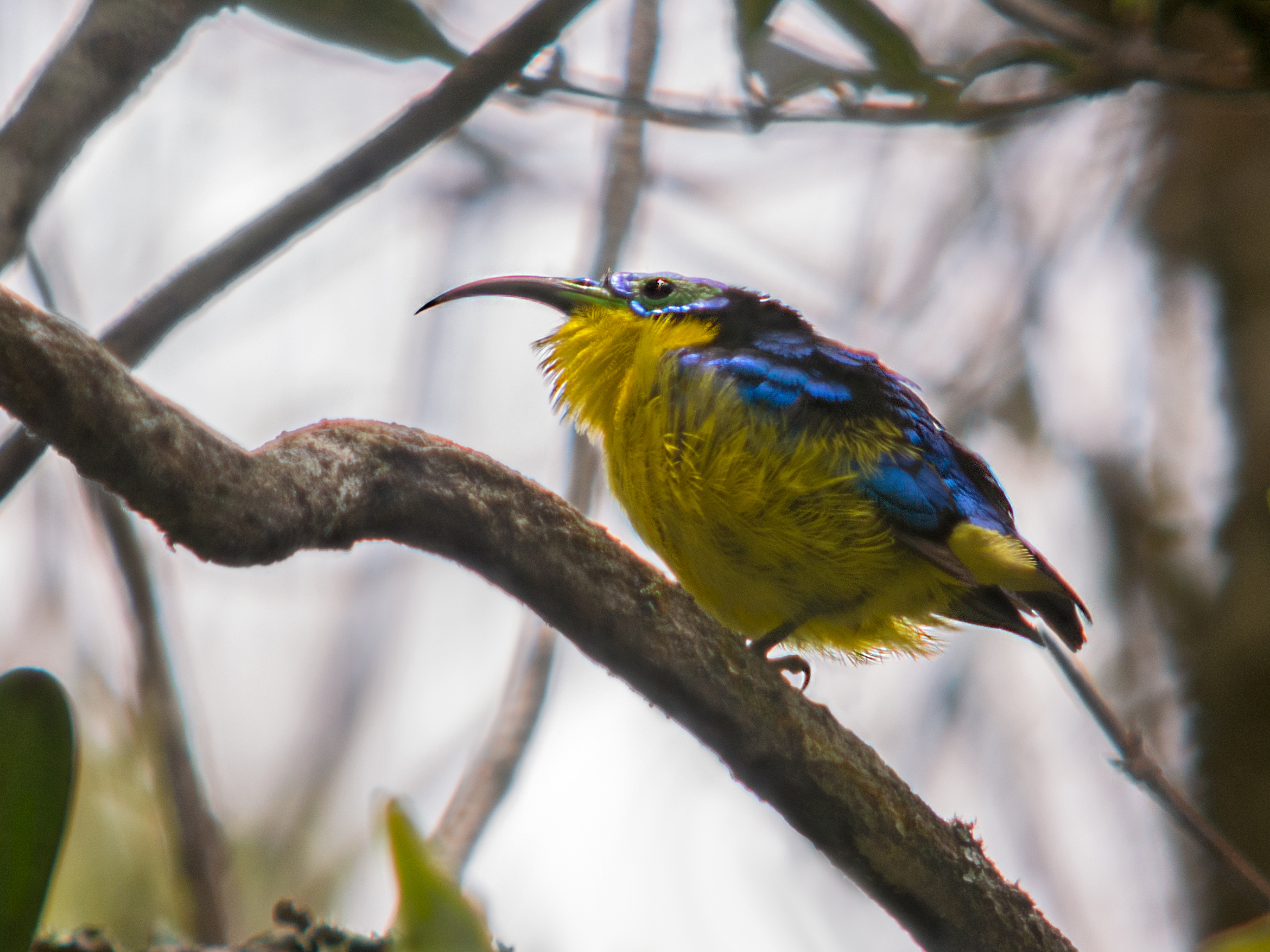

## Status
Fågelns bestånd är relativt litet, uppskattat till endast mellan 10 000 och 20 000 vuxna individer. Dess utbredningsområde tros minska till följd av klimatförändringar. Internationella naturvårdsunionen IUCN kategoriserar arten som sårbar.